# Václavov u Bruntálu
Václavov u Bruntálu (niem. Wildgrub bei Freudenthal) – gmina w Czechach, w powiecie Bruntál, w kraju morawsko-śląskim. Według danych z dnia 1 stycznia 2012 liczyła 503 mieszkańców.
Dzieli się na dwie części:
- Dolní Václavov
- Horní Václavov